# Gnosjö pastorat
Gnosjö pastorat är ett pastorat i Östbo-Västbo kontrakt i Växjö stift i Gnosjö kommun i Jönköpings län. 
Pastoratet fanns från 1962 och omfattade då enbart Gnosjö församling. Det utökades 2018 genom sammanläggning med Kävsjö pastorat.:
Pastoratet består av följande församlingar:
- Gnosjö församling
- Kävsjö församling
- Åsenhöga församling
- Källeryds församling

Pastoratskod är 060906.